# Heinkel He 119
Die Heinkel He 119 war ein deutsches Rekordflugzeug der Ernst Heinkel Flugzeugwerke, das als schneller Aufklärer geplant war und später einmal als Ausgangsmuster für einen Schnellbomber dienen sollte.

## Geschichte
Entwickelt wurde die He 119 ab Herbst 1935 unter der Projektbezeichnung P. 1055 und sollte alle damaligen fertigungstechnischen und aerodynamischen Erkenntnisse berücksichtigen. Nach den ersten Flügen der He 119 V1 im Sommer 1937 wurde Heinkel vom Reichsluftfahrtministerium (RLM) jegliche Weiterführung der Arbeiten untersagt, da nach dessen Meinung keine militärische Verwendbarkeit der Maschine zu erwarten war. Die Arbeiten wurden jedoch trotz der Drohungen von Heinkel weitergeführt. Nach der Fertigstellung der V5 (?) wurden jedoch nach einem erneuten Entwicklungsverbot sämtliche Arbeiten eingestellt.

## Konstruktion
Um maximale Geschwindigkeiten zu erzielen, wurde die Stirnfläche des Flugzeuges minimiert, indem man die Hauptkomponenten hintereinander anordnete. So wurde der Motor in die Rumpfmitte verlegt und die Luftschraube über eine Propellerwelle angetrieben, welche durch den Besatzungsraum verlief, der ganz vorn lag. Als Antrieb kam nur ein Daimler-Benz-Doppelmotor DB 606 mit 2350 PS in Frage, da sonst keine leistungsstarken Motoren verfügbar waren. Der DB 606 bestand aus zwei nebeneinander in einer Neigung von 44° angeordneten V-12-Motoren des Typs Daimler-Benz DB 601 A1, die auf eine gemeinsame Luftschraubenwelle wirkten. Ähnlich der Heinkel He 100 war auch bei der He 119 eine Oberflächenverdampfungskühlung vorgesehen, mit den gleichen Problemen.
Im Jahr 1937 erreichte die He 119 V4 eine gemessene Höchstgeschwindigkeit von 620 km/h in 4200 m Höhe. Im anschließenden Rekordflug über 1000 km wurde eine Durchschnittsgeschwindigkeit von 504,988 km/h ermittelt. Dieser Rekord hielt allerdings nur eine Woche, da eine italienische Breda 88 einen neuen Rekord aufstellte. Ein zweiter Rekordversuch endete wegen Kraftstoffmangels mit einer Bruchlandung.

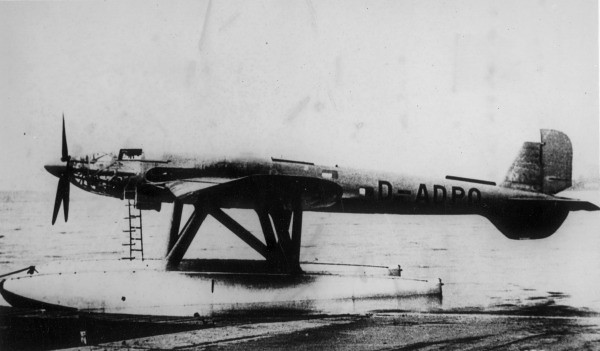
Ausführung mit Schwimmern

Neben der normalen Landversion wurde die V3 als Seeausführung mit Schwimmern gebaut und erprobt. Zu einer Serienfertigung als Schnellbomber kam es nicht, da das Flugzeug im Vergleich zu anderen ähnlichen Flugzeugen erheblich teurer war. Es wurden nur wenige Prototypen gefertigt. Die genaue Zahl ist umstritten, sie reicht bis zu acht gebauten Exemplaren. Wahrscheinlich wurden jedoch nur vier He 119 gebaut.

## Export nach Japan
Nach der Einstellung der Entwicklungsarbeiten zwang das RLM Heinkel zu einer Exportfreigabe der He 119. Japan erwarb daraufhin neben den Nachbaurechten auch die zwei V-Muster, entweder die V7 und V8, oder, was wahrscheinlicher ist, die V2 und V4.
Die Maschinen wurden in Kisten nach Japan transportiert, dort im Erprobungszentrum der japanischen Marine-Luftwaffe wieder montiert und von Flugkapitän Gerhard Nitschke eingeflogen. Zu einem Lizenzbau kam es jedoch nicht. Eine Beeinflussung zeigt sich aber in der Auslegung der Yokosuka R2Y „Keiun“, die von einem nachgebauten DB-606-Motor angetrieben wurde. Auch hier wurde die Auslegung mit einem Mittelmotor und einer Fernwelle gewählt.

## Technische Daten

Dreiseitenansicht

| Kenngröße                  | Daten (Heinkel He 119 V1)                                                                |
| -------------------------- | ---------------------------------------------------------------------------------------- |
| Besatzung                  | 2                                                                                        |
| Spannweite                 | 15,90 m                                                                                  |
| Länge                      | 14,80 m                                                                                  |
| Höhe                       | 5,40 m                                                                                   |
| Flügelfläche               | 51,60 m²                                                                                 |
| Flügelstreckung            | 4,9                                                                                      |
| Flächenbelastung           | 157 kg/m²                                                                                |
| Leermasse                  | 5120 kg                                                                                  |
| max. Startmasse            | 7565 kg                                                                                  |
| Antrieb                    | ein Daimler-Benz DB 606 A-1                                                              |
| Startleistung Nennleistung | 2.350 PS (1.728 kW) bei 2500/min 2.200 PS (1.618 kW)                                     |
| Höchstgeschwindigkeit      | 485–490 km/h in Bodennähe 585–590 km/h in 4500 m Höhe                                    |
| Marschgeschwindigkeit      | 490 km/h in 4500 m Höhe                                                                  |
| Landegeschwindigkeit       | 120 km/h                                                                                 |
| Steiggeschwindigkeit       | 3,1 min auf 2000 m Höhe 6,4 min auf 4000 m Höhe 10,7 min auf 6000 m Höhe                 |
| Dienstgipfelhöhe           | 8500 m                                                                                   |
| Reichweite                 | 2000 km in 5000 m Höhe bei max. Dauerleistung 3000 km in 6000 m Höhe bei 40 % Drosselung |
| Startrollstrecke           | 400 m                                                                                    |
| Startstrecke               | 750 m auf 15 m Höhe                                                                      |
| Landestrecke               | 660 m aus 15 m Höhe                                                                      |
| Bewaffnung                 | –                                                                                        |